# Mové
Mové (Movere, Ngäbe, Ngobe, Ngawbére, Ngóbe, Ngawbe; eng. Western Guaymi; Zapadni Guaymi).- jedna od dvije glavne grane Guaymi Indijanaca, druga je Murire ili Bugle (istočni Guaymi), tradicionalno nastanjeni u provincijama,  Bocas del Toro, Veraguas i Chiriqui. Danas žive, njih 150,000 u Panami u Bocas del Toro i 4,300 u Kostariki. Move se dalje granaju na zapadne: Move i Valiente, i istočne u područjima Tole i Chiriqui. Stanovnici su tropske kišne šume,  lovci i sakupljači. 

## Ime
Sami sebe zovu Ngäbe ('ljudi'; 'people', a svoj jezik Ngäbere). U literaturi su Move poznati kao Guaymi, što ima isto značenje u jeziku Muoi Indijanaca, koji možda još poznaje nekoliko osoba u dolini rijeke Miranda.

## Jezik (pismo)
Pismo ima 26 znakova: 8 vokala (samoglasnika) (a, ä, e, i, o, ö, u, ü) i 18 suglasnika (b, ch, d, g, gw, j, k, kw, l, m, n, ng ,ngw, ñ, r, s, t, y). Kod Bugle ili Murire ima tek 25 znakova (5 samoglasnika i 20 suglasnika). 

## Lokacija
U vremenu prvog kontakta u ranom 16. stoljeću Mové i srodna druga, danas enstala plemena nastanjivala su većinu zapadne Paname, šireći se na istok u provinciju Coclé, i na jug na poluotok Azuero. U periodu što dolazi nakon kontakta, njihov teritorij postaje sve manji, jer se na nju doseljava ne-indijansko stanovništvo. Danas se taj prostor suzio na provincije Bocas del Toro, Chiriquí, i Veraguas, a između 1,500 do 2,000 živi i na 3 malena rezervata u susjednoj Kostariki, gdje su se doselili 1940.-tih.

## Demografija
Popisom iz 1990. u Panami ih živi 124,513, od toga 63,712 u Chiriquí; 51,086 u Bocas del Toro; i 6,971 in Veraguasu. Od ovih što žive u Veraguasu, između 1,200 i 1,500 izjašnjavaju se kao Bugle, pleme poznato i kao Murire. 

## Etnografija
Selo i kuća
Ngawbe žive u malenim seocima ili zaselcima zvanim caseríos, tradicionalno sastavljenim od dvije do osam kuća (vidi) koja anstanjuju srodne obitelji. Udaljenost između caseríosa zna biti često kilometar ili više. Ovaj obrazac postoji još u pre-povijesno doba. Ubrzani rast populacije vodi do stvaranja većih zaselaka, nastanjenih često članovima dviju ili više različitih grupa. Postmaritalno stanište je virilokalno, pa su caseríos naseljeni poglavito patrilinearno srodnim muškarcima s njihovim ženama i njihovom djecom. Tradicionalna kuća je okrugla, s koničnim slamnatim krovom, s niskim zidovima od kolja zabodenog u tlo, zemljanog poda i jednosobne. Ovaj tip kuće najrasprostranjeniji je među Indijancima zapadne Paname i istočne Kostarike. U novije doba ova kuća se sve više zamjenjuje s četvrtastom kućom s četveroslivnim hip-roof krovovima, podignutim od istog materijala. Svaka od ova dva tipa kuća ima i platformu pod krovom koja ima namjenu skladištenja agrikulturnih proizvoda, i na koju se dolazi pomoću drvenih ljestava. Drugi tip kuća očito je ne-indijanski.  
Privreda
Subsistencija i ekonomija temelji se na uzgoju kukuruza, graha, čili-papričica, ananas, banana, slatka manioka, avokado, papaja, šećerna trska, guava (Psidium guajaba), otoe (taro/Xanthosoma spp.), ñampi (yams/Dioscorea spp.), mango i neke uvezene kulture, i naravno duhan. U provinciji Chiriquí i južnom Veraguasu gdje postoji prava sušna sezona od najveće su važnosti kukuruz, grah, banana (kuhaju je) i riža. 
Tradicionalno Mové i ostali Guaymi su i lovci na jelena, tapira, divlju svinju i brojne druge šumske životinje zbog hrane. Lov zbog mesa, ribolov i sakupljanju kod Mové Indijanaca danas je sve rjeđi, a i onda se umjesto luka i strijele koriste puške. U ribolovu se služe branama, mrežama, kopljima, vršama, lukom i strijelom i otrovom. Upotrebu udice i povraza naći ćemo kod njih veoma rijetko. 
Mové se bave i različitim obrtom, tako izradom drvenih taca, pletenih torbi (neke izuzetno fine kvalitete), kamenih lula, mlinskog kamenja, ležaljki-hammock, pletenih šešira, drvenih avana (mužara). Indijanci se sve više bave i prodajom svojih proizvoda panamskim trgovcima, kao što su domaća stoka, riža i kava, a u zamjenu za odjeću, mačete, sol, pokrivače, puške (rifles i shotguns) i streljivo, metalno posuđe, lijekove ,etc. 
Brak i obitelj
Mové-zajednici tradicionalna ženidba nije samo savez muškarca i žene, ona je i temeljni sociopolitički i ekonomski savez između dvije rodstvene grupe. Ona je idealna za razmjenu budućih žena, oko kojih se zdogovaraju roditelji, čije je posredovanje danas sve rjeđe. Formalnih ženidbenih ceremonija nema. Nakon perioda kroz koji je mladoženja proveo kod mladenkinih roditelja i radio za caseríos svoga tasta, žena će preći u zaseok svoga muža. Obitelj može biti nuklearan ali i poliginijska, sororalnog i nonsororalnog oblika. Poliginijska obitelj se sastoji od muža, njegovih žena i djeca. Lateralna proširena obitelj, često se sastoji od dva brata s njihovim respektivnim (međusobnim) ženama i djecom, a javlja se i linearna proširena obitelj koja se sastoji od članova 3 ili više generacija. Najšira grupa koju nalazimo kod Mové Indijanaca je često sastavljena od pojedinaca srodnih po krvi ili ženidbi, često u kooperaciji u subsistencijskim aktivnostima. 

## Vanjske poveznice
- Ngabe-Bukle Universidad Background  Arhivirana inačica izvorne stranice od 12. ožujka 2007. (Wayback Machine)
- Ngawbe